# Chinna Khimedi
Chinna Kimedi o Chinna Khimedi (també Pratapgiri) fou un estat tributari protegit del tipus zamindari al districte de Ganjam a la presidència de Madras, al nord de Pedda Kimedi, amb una superfície a la plana de 145 km² i una població (1871) de 28.491 habitants repartida en 131 pobles. La població el 1881 era de 35.954 habitants, quasi tots hindús (menys 28 musulmans). Els Maliyas (zona muntanyosa) tenien 5115 km² però foren annexionats pels britànics i la connexió feudal amb el zamindari fou suprimida; aquesta zona tenia el 1881 una població d'11.849 habitants (quasi tots hindús) en 138 pobles. El peshkash o tribut satisfet era de 1.994 lliures i els ingressos anuals s'estimaven en 11.641 lliures.